# Out in L.A.
Out in L.A.는 레드 핫 칠리 페퍼스의 컴필레이션 음반으로, 1994년 발매되었다.